# Sergio Fernandez Novoa

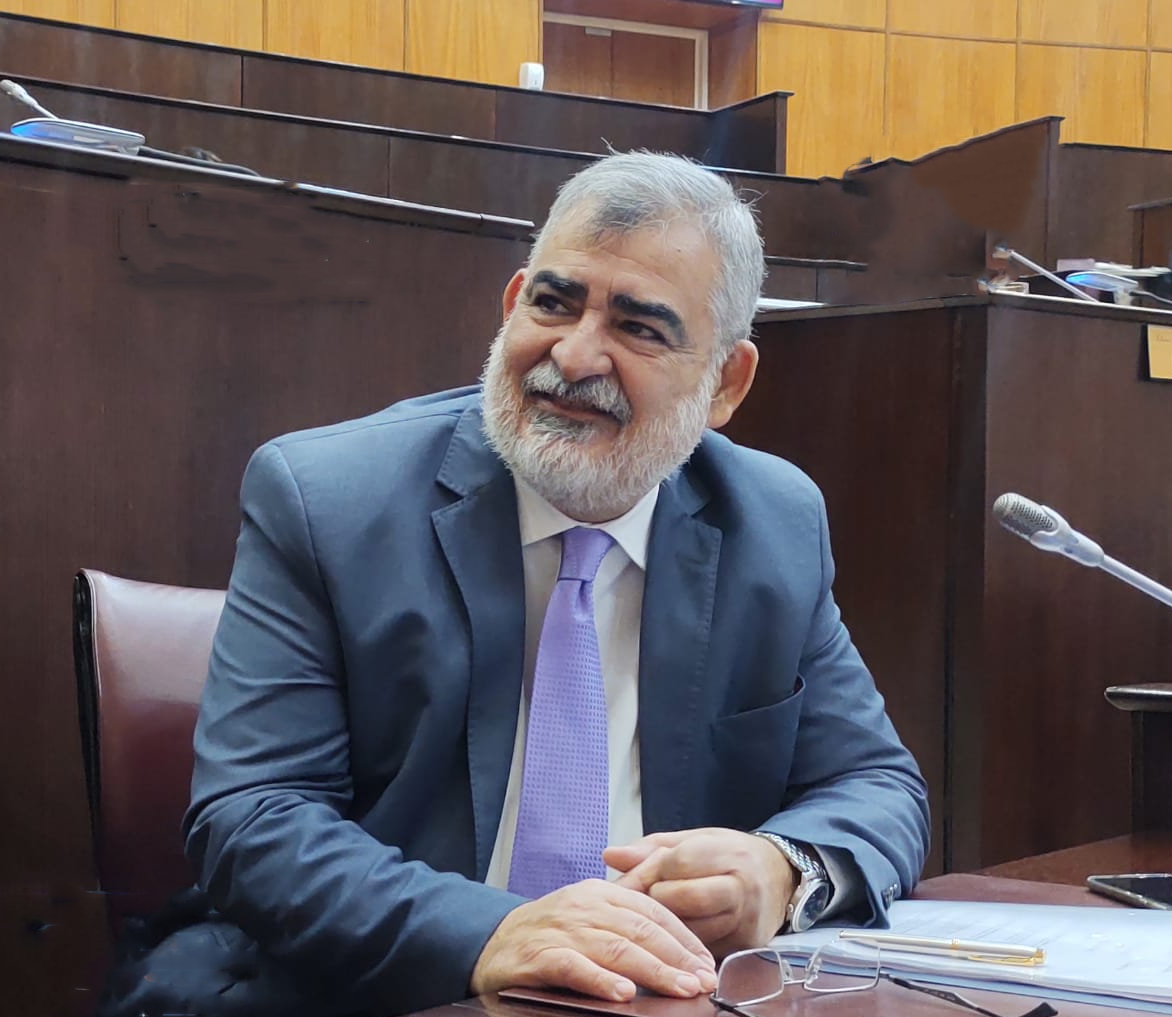
Diputado de la provincia del Neuquén. Bloque Frente de Todos

Sergio Fernández Novoa (General Roca, 2 de marzo de 1962) es un periodista y consultor de comunicación argentino. Fue diputado de la provincia del Neuquén en el período 2019-2023 por el bloque Frente de Todos (mandato cumplido). Actualmente es el Gerente de Tecnologías de la Información y Comunicación, de la Coopertiva CALF

## Trayectoria
Sergio Fernández Novoa es un periodista y consultor en comunicación argentino, que desde hace años se desempeña en la actividad política nacional y neuquina. Nació en General Roca, provincia de Río Negro,  el 2 de marzo de 1962, y desde sus 17 años comenzó con la actividad periodística desempeñándose como comentarista de distintas radios de Río Negro y Neuquén. En 1982 comenzó a trabajar como cronista y redactor del Diario Río Negro, y poco tiempo después asumió como periodista y locutor de Radio Nacional San Martín de los Andes, ciudad neuquina en la que residió entre 1983 y 1987.
Se desempeñó también como conductor del noticiero central de Canal 10 hasta que se radicó en la ciudad de San Pablo, Brasil para asumir como productor general de noticias RBS desde 1989 hasta 1993; y jefe del Departamento de Comunicación Red Voces de San Pablo.
También se desempeñó como director de Comunicación y Difusión de la Mesa Nacional de la Central de los Trabajadores de la Argentina (CTA) desde 1995 hasta 2001; jefe de Redacción del Pregón Judicial (Órgano de Difusión de la Federación Judicial Argentina) desde 1993 hasta 2003; columnista de la Revista “En Marcha”. Desde 1993 hasta 2003. En la órbita oficial se ha desempeñado en varios en el área de comunicación: vicepresidente de la Agencia de Noticias Télam desde junio de 2008 hasta febrero de 2012; vicepresidente de Radio y Televisión Argentina S.E. desde diciembre de 2009 hasta mayo de 2010; y jefe de la Unidad de Planificación y Desarrollo de la Dirección General de Acción de Gobierno de la Subsecretaría General de la Presidencia de la Nación, a cargo de la coordinación general entre Secretaría General y el Comité Federal de Radiodifusión (COMFER) desde junio de 2003 hasta junio de 2008.
Además, fue presidente de la Unión Latinoamericana de Agencias de Noticias (ULAN) desde su creación en junio de 2011 hasta marzo de 2012, también presidente del Consejo Mundial de Agencias de Noticias, desde octubre de 2010 hasta marzo de 2012.
Fernández Novoa fue coautor de la Ley de Servicios de Comunicación audiovisual de la República Argentina, siendo un importante eslabón de la propuesta de veintiún puntos que presentada por la Coalición por una Radiodifusión Democrática en el año 2004. El proyecto de ley fue presentado en la Cámara de Diputados y aprobado por esta instancia luego de que se le realizaran más de 100 modificaciones, adquiriendo de esta manera la media sanción. En el Senado, fue aprobado por 44 votos a favor y 24 en contra, convirtiéndose en ley. 
Fernández Novoa, se convirtió en un activo dirigente político neuquino debido a la incesante tarea desempeñada en el ejecutivo nacional durante los gobiernos de Néstor y Cristina Kirchner. Con la llegada de Mauricio Macri al poder, el actual diputado provincial conformó un equipo de periodistas para contrarrestar la desinformación producto de la connivencia mediática de los grandes medios de comunicación con la alianza de gobierno. Allí creó el portal de noticias Va Con Firma. Posteriormente, sus vínculos sudamericanos y nacionales lo llevaron a actuar como consultor de diferentes dirigentes y organizaciones políticas, dando lugar a Jacaranda, la consultora política que actualmente dirige. 
El 10 de marzo de 2019 fue elegido como diputado de la provincia de Neuquén integrando la lista de Unidad Ciudadana-Frente Neuquino, la segunda más votada en todo el territorio provincial. 

## Libros
- "Gana la Política" 2011- 192 p. Gana la política revive cada uno de los hechos relevantes que forman parte de la historia política de una Argentina inserta en el modelo de inclusión social propuesto por el gobierno a partir del año 2003, año en el que Néstor Kirchner asumió como presidente. Con una prosa ágil que no lo priva de profundidad, Sergio Fernández Novoa incluye aquí reflexiones presentes en los editoriales que emitiera por radio en el programa 'La Nube' (AM 750) y que fueran reproducidos en los diarios La Mañana, de Neuquén y El Argentino. Los artículos que integran el libro gravitan en torno a un derecho humano fundamental: el del acceso a la comunicación y a la posibilidad de expresión plural, expresado en la nueva ley de Servicios de Comunicación Audiovisual. En sus líneas sé registran, entre muchos otros temas, los actos de gobierno de la presidenta Cristina Fernández de Kirchner, las conquistas sociales y económicas, la recuperación de la identidad de hijos de desaparecidos, la relación entre los acontecimientos y el modo en el que se presentan en los grandes medios de comunicación, el proceso de integración de América Latina, el accionar de la UNASUR y el posicionamiento de la Argentina en el mundo.
- Voces claras en medio del ruido/ La Argentina y la globalización desde una perspectiva crítica/ Recopilación periodística - Sergio Fernández Novoa / Daniel Giarone. 2001 - 189 p. Voces claras en medio del ruido reúne una serie de artículos periodísticos que tratan de bucear en aspectos esenciales de la globalización y de la crisis política, económica y social que atraviesa la Argentina. Mediante investigaciones especiales, entrevistas, crónicas y glosas los autores proponen un punto de partida -crítico y en algunos casos polémicos- que incentiva la discusión sobre el mundo contemporáneo y la necesidad de transformarlo.  Este volumen es el primero de la colección Justicia Perseguirás. La iniciativa, generada por la Secretaría de Prensa de la Federación Judicial Argentina, intenta aportar elementos que permitan conjurar un presente que duele, como así también colaborar en la vasta y hermosa tarea de gestar un Nuevo Pensamiento, que modifique el rumbo actual de la humanidad.